# 아토 볼든
아토 재버리 볼든(Ato Jabari Boldon, 1973년 12월 30일 ~ )은 전 트리니다드 토바고의 단거리 육상 선수로 4개의 올림픽 메달을 획득하였다. 그는 50m, 60m와 200m에서 현재 국내 기록 보유자(5.64초, 6.49초, 19.77초)이다. 또한 100m의 국내 기록을 9.86초로 보유하였고, 2011년 8월 13일 리처드 톰슨이 0.01초 차이로 낮출 때까지 그 시간과 함께 4번이나 달렸다. 100m의 코먼웰스 게임 기록을 보유하기도 하다.
육상에서 은퇴한 후, 트리니다드 토바고 국회에서 야당 상의원이 되어 국립연합의회당을 대표(2006~07)하였다. 현재 CBS와 NBC 스포츠 텔레비전에서 육상을 위한 방송 분석자로 있다.

## 육상 경력

### 주니어 경력
포트오브스페인에서 트리니다드 토바고인 아버지와 자메이카인 어머니 사이에서 태어나 패티머 칼리지에서 수학하였고, 14세 때에 미국으로 건너갔다. 1989년 12월 뉴욕 퀸스에서 있는 자메이카 고등학교에서 축구 선수로 활약하면서 조 트루피아노 코치는 축구 연습에서 볼든의 전력달리기 능력을 알아챘다.
16세 때 자신의 첫 육상 시즌에서 200m에서 21.20초, 400m에서 48.40초로 완료하면서 1990년 퀸스 카운티 선수권 대회에서 두배의 우승을 기록하여 MVP 명예를 수상하였다. 자메이카 고등학교에서 캘리포니아주 새너제이에 있는 피드몬트 힐스 고등학교로 전학간 후, 볼든은 새너제이 머큐리 뉴스의 샌터클래러 전 카운티 축구 팀에 뽑혔다. 또한 단거리달리기를 지속적으로 활약하면서 1991년 CIF 캘리포니아 주립 대회에서 200m 3위를 하였다. 육상은 그의 근본적인 초점이 되었고, 그 여름에 노스캐롤라이나주 더럼에서 주니어 올림픽 타이틀을 우승하였다.
18세의 나이로 1992년 바르셀로나 올림픽에서 트리니다드 토바고를 대표하여 100m와 200m에 나간 볼든은 양 종목의 첫 라운드에서 탈락하였다. 주니어 경기에 돌아와 서울에서 열린 국제 아마추어 육상 연맹이 주최한 세계 주니어 선수권 대회에서 양 종목을 우승하면서 세계 주니어 선수권 역사상 두배의 우승을 한 첫 선수가 되었다.
캘리포니아 대학교 로스앤젤레스에서 사회학을 전공하면서 1995년 NCAA 선수권 대회에서 200m를 우승하였다. 1996년 오리건주 유진에서 열린 NCAA 100m 타이틀을 확보하여 자신의 대학 경력의 마지막 경주에서 NCAA 대회 기록 9.92초를 세웠다. 그해부터 볼든은 자신의 100m 대학 기록을 보유하였으며, 2008년 9.89초와 달린 트래비스 패저트에 의하여 깨졌다. 2011년 유진에서 열린 NCAA 선수권 대회에서 응고니드자셰 마쿠샤가 그 기록을 동일하게 하였다.

### 시니어 경력
1995년 예테보리에서 열린 세계 육상 선수권 대회에서 100m 동메달을 따면서 볼든은 자신의 첫 국제적 시니어 레블 메달을 획득하였다. 당시 21세의 나이로 그 종목에서 메달을 획득한 최연소 선수였다. 이듬해 애틀랜타 올림픽에서 또다시 100m와 200m에서 세계 기록들에 밀려 3위를 하였다. 1997년 아테네에서 열린 세계 육상 선수권 대회에서 200m 금메달을 획득하여 트리니다드 토바고의 처음이자 마지막 세계 타이틀을 우승한 선수가 되었다. 이것은 그를 세계 주니어와 시니어 타이틀을 둘다 우승한 몇명의 남자 단거리달리기 선수들 중의 하나로 만들었다.
1998년은 볼든이 자신의 경력의 최고점을 도달한 것을 보았으며, 4월 19일 캘리포니아주 월넛에서 열린 마운트 SAC 릴레이에서 100m의 국내 기록이자 개인 신기록 9.86초를 세웠고, 6월 17일 아테네에서 되풀이하였다. 그해 쿠알라룸푸르에서 열린 코먼웰스 게임에서 9.88초를 세워 나미비아의 프랭키 프레더릭스(9.96초)와 바베이도스의 오바델레 톰슨(10.00초)을 꺾고 우승을 거두었다. 이 코먼웰스 게임 100m 기록은 경신되지 않은 것으로 남아있다.
1999년 볼든은 100m를 두번이나 9.86초로 달렸고, 햄스트링 부상으로 인하여 세비야에서 열린 세계 육상 선수권 대회를 놓치고 말았다.
2000년 시드니 올림픽에서 자신이 획득한 100m 은메달과 200m 동메달은 개인적 승리였으며, 지난 해에 경력을 위협한 부상으로부터 복귀로서 숙고되었다.
2001년 시즌 초기의 대회에서 흥분제 에페드린으로 도핑이 실증되어 경고가 주어졌으나, 출전 금지를 당하지는 않았다.
또한 그해에 에드먼턴에서 열린 세계 육상 선수권 대회에서 100m를 9.98초로 달려 4위에 머물고, 그러고나서 400m 릴레이 팀에서 뛰면서 3위를 하였다. 이것을 올림픽이나 세계 선수권 대회에서 트리니다드 토바고의 첫 400m 릴레이 메달이었고 볼든은 동료 선수들의 평균 나이가 19세이면서 어린 선수들로 이루어진 팀과 함께 국가적 역사를 만듬은 자신의 경력에서 가장 위대한 성취였다고 말하였다. 자신의 등급이 향상되면서 그 대회에서 획득한 볼든의 메달들의 색들이 변하였다. 미국의 팀 몽고메리가 심각한 도핑 위반으로 무로한 이유로 동메달이 볼든에게 수여되었고, 트리니다드 토바고 릴레이 팀에게 은메달이 갔다. 그 결과는 볼든의 올림픽 메달 4개에 세계 선수권 대회 메달 4개를 추가시켰다.
2002년 7월 트리니다드 토바고의 배러태리아에서 술취한 운전사에 의하여 정면 충돌로 사고를 당하여 심각한 부상을 입었고, 다시는 100m에서 10초 안에 혹음 200m에서 20초 안에 달리지 않았다. 2006년 트리니다드 토바고의 판사는 그 사고에서 볼든의 잘못이 아닌 것을 찾아냈고, 그는 단거리 육상 선수로서 자신의 전 자신의 그림자였다. 2004년 아테네 올림픽에서 100m 예선들의 첫 라운드에서 탈락하였으나, 400m 릴레이 팀의 주장이 되어 결승전 진출에 성공하고 7위에 머물렀다.
볼든은 올림픽에서 메달을 획득하는 데 트리니다드 토바고 선수들의 8번째이고, 전 훈련 파트너 모리스 그린과 자메이카의 전 100m 세계 기록 보유자 아사파 파월에 밀려 28번이나 역사상 100m 상연을 19초 안에 달린 선수로 남아있다.

## 공적
2011년 11월 4일 캘리포니아 대학교 로스앤젤레스 육상 명예의 전당에 헌액되었다.